# Condado de Box Butte
O Condado de Box Butte é um dos 93 condados do estado norte-americano de Nebraska. A sede do condado é Alliance, que é também a sua maior cidade. O condado tem uma área de 2792 km² (dos quais 8 km² estão cobertos por água), uma população de 12 158 habitantes, e uma densidade populacional de 4 hab/km² (segundo o censo nacional de 2000). Foi fundado em 1886.